# Babîci, Muncaci
Babîci (în ucraineană Бабичі) este localitatea de reședință a comunei Babîci din raionul Muncaci, regiunea Transcarpatia, Ucraina.

## Demografie
Componența lingvistică a localității Babîci
     Ucraineană (99,79%)
     Alte limbi (0,2%)
Conform recensământului din 2001, majoritatea populației localității Babîci era vorbitoare de ucraineană (99,79%), existând în minoritate și vorbitori de alte limbi.